# Adam Franz Friedrich Leydel

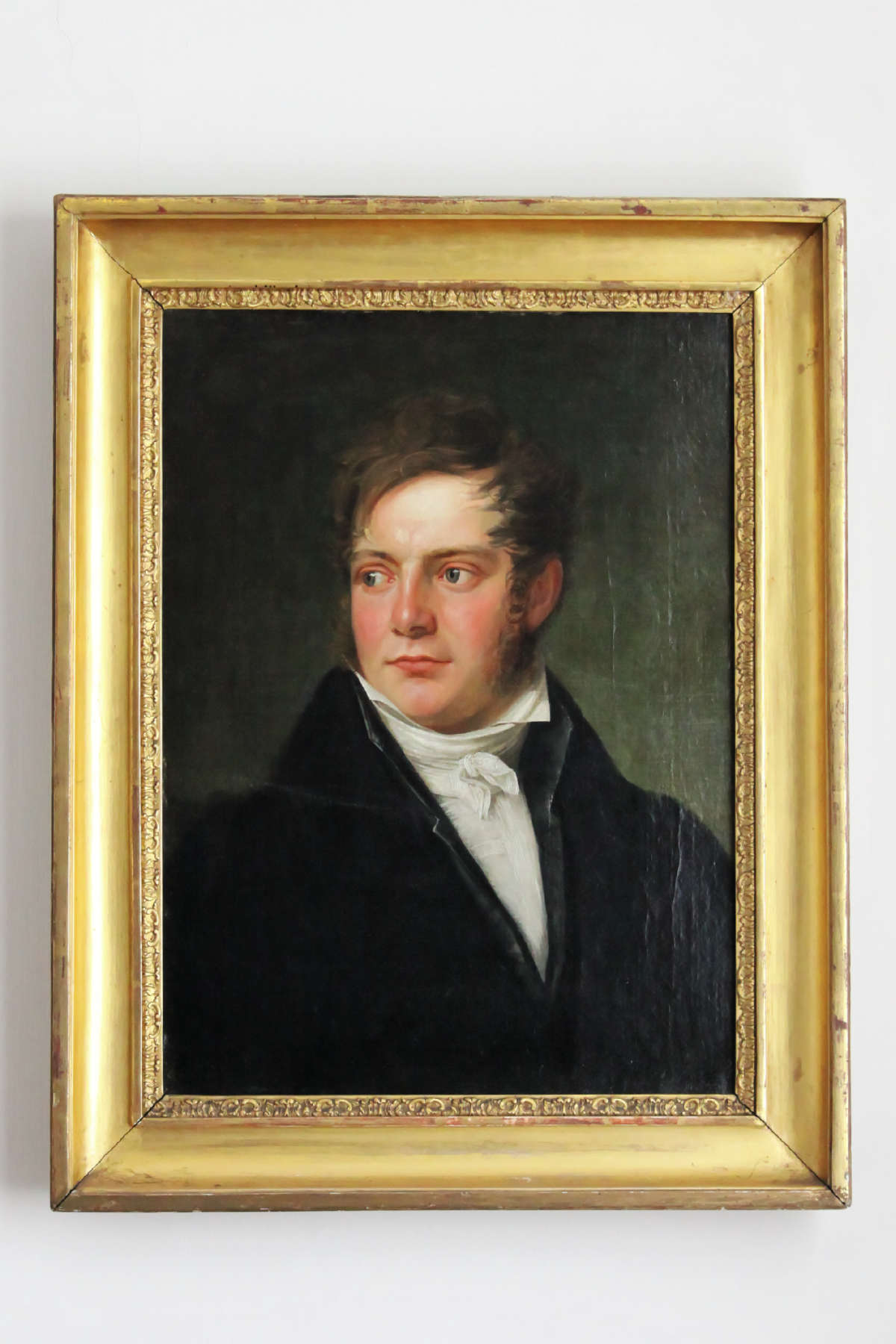
Stadtbaumeister Adam Franz Friedrich Leydel, Gemälde von Bastiné

Adam Franz Friedrich Leydel (* 22. April 1783 in Krefeld; † 11. September 1838 in Aachen) war ein deutscher Architekt und Baumeister des Klassizismus.

## Leben und Wirken

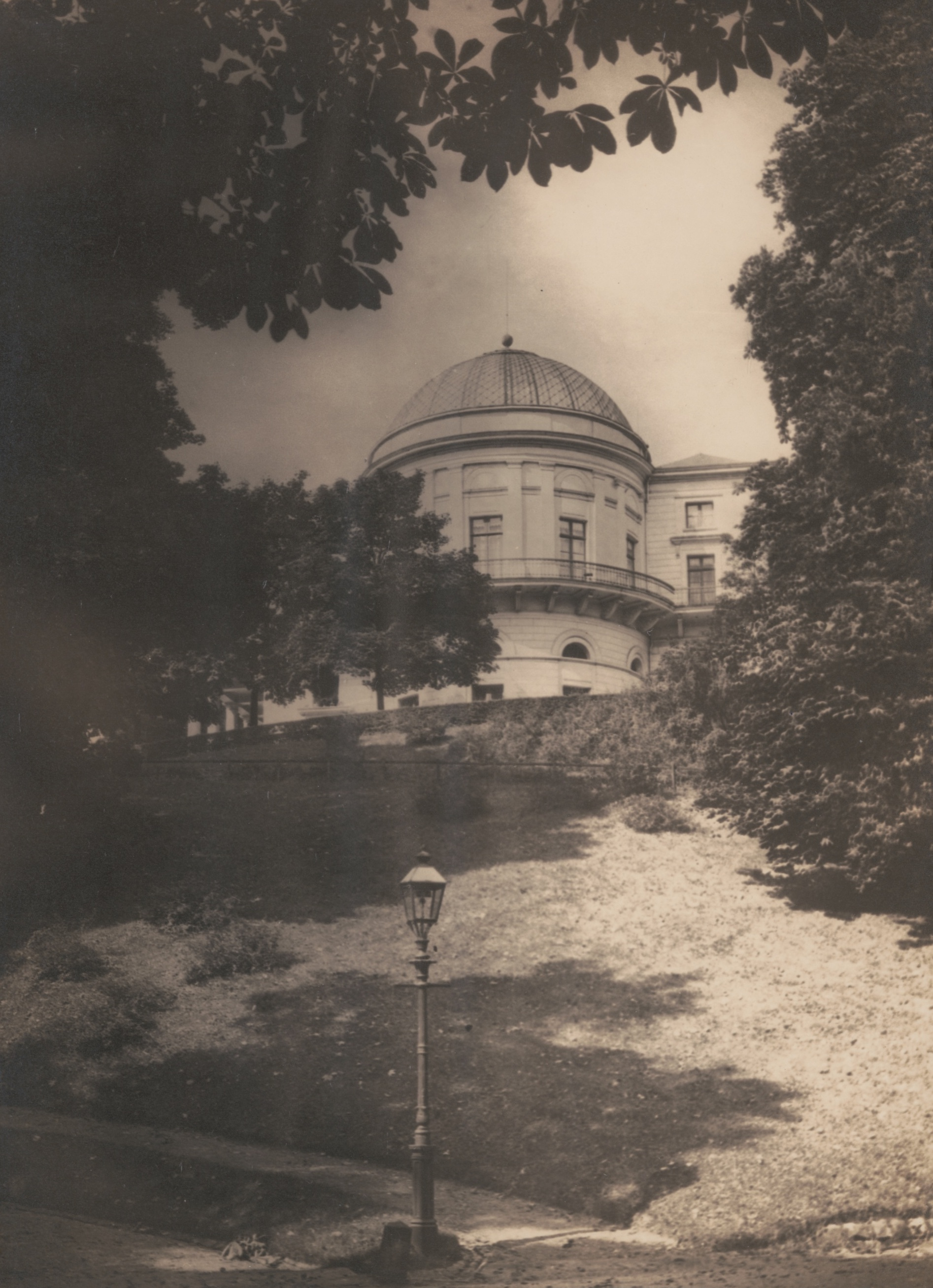
Belvedere auf dem Lousberg, Aufnahme von Erwin Quedenfeldt, 1915

Der Sohn des Krefelder Baumeisters und späteren Stadtbaudirektors von Aachen Martin Leydel (1747–1817), welcher unter anderem 1794 das Stadtschloss der Familie von der Leyen und heutiges Rathaus in Krefeld gebaut hatte, erhielt bei seinem Vater und seinen ebenfalls als Baumeister tätigen Onkeln Michael Leydel und Georg Peter Leydel die nötige praktische Ausbildung zum Architekten und Baumeister. Auf Grund der Ernennung des Vaters zum Baumeister des Département de la Roer mit Sitz in Aachen im Jahr 1803, begleitete ihn Franz Leydel und wurde auch als dessen Mitarbeiter übernommen. Ab 1812 machte er mit selbstständigen Planungen auf sich aufmerksam und übernahm spätestens 1814 zunächst noch die Position seines Vaters, und zwei Jahre nach Eintritt Aachens in das Königreich Preußen ab 1817 die Stelle des Stadtbaumeisters in Aachen. In den Anfangsjahren dieser preußischen Zeit arbeitete Leydel zunächst noch unentgeltlich und auch später flossen auf Grund unsicherer Zahlungen die Erträge nur spärlich. Insofern war er gezwungen, zahlreiche Aufträge anzunehmen. Neben einer großen Anzahl an Brunnen, exklusiven Wohnhäusern und neuen Toranlagen galten als Schwerpunkte die Neugestaltung mehrerer Aachener Bäder, der Bau des Belvedere auf dem Lousberg sowie die Errichtung einer Klosterkirche für die Christenserinnen.
Bei den meisten seiner Bauten bediente sich Leydel eines noch mit Elementen des Barock versehenen klassizistischen Baustiles und unterschied sich dabei von dem zeitgleich in Aachen tätigen Baumeister Johann Peter Cremer (1785–1863), der als Schüler Karl Friedrich Schinkels (1781–1841) strengere klassizistische Formen benutzte. So entsprachen seine Konstruktionen noch den Ideen des 18. Jahrhunderts, wiesen dabei aber bereits individuelle Züge auf. Mehrere Architekten der 1. Hälfte des 19. Jahrhunderts bedienten sich vor allem bei ihren Fassadenplanungen des Leydel’schen Stils.
Ein Ölportrait Franz Leydels, gemalt von Johann Baptist Joseph Bastiné, befindet sich im Couven-Museum Aachen. Franz Leydel zu Ehren wurde eine Aachener Straße vom Hauptbahnhof nach St. Marien in der Wallstraße nach ihm benannt.
Leydels Grab auf dem Ostfriedhof existiert nicht mehr.

## Bauwerke (Auswahl)

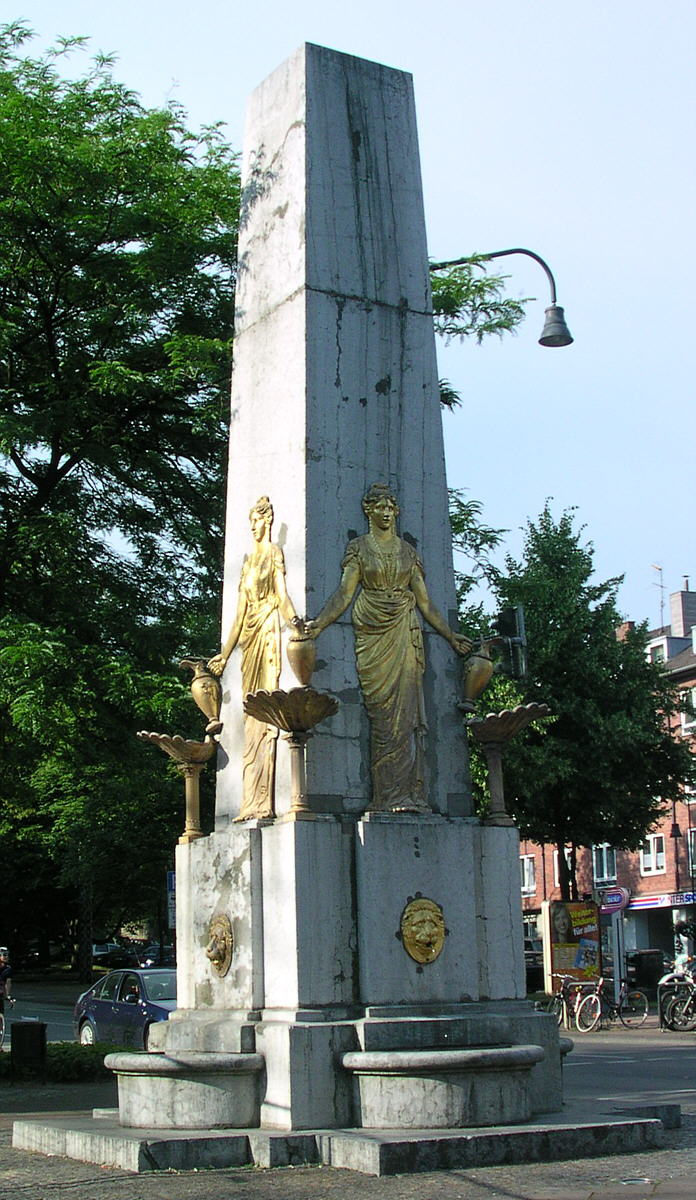
Die Hotmannspief (Detail)

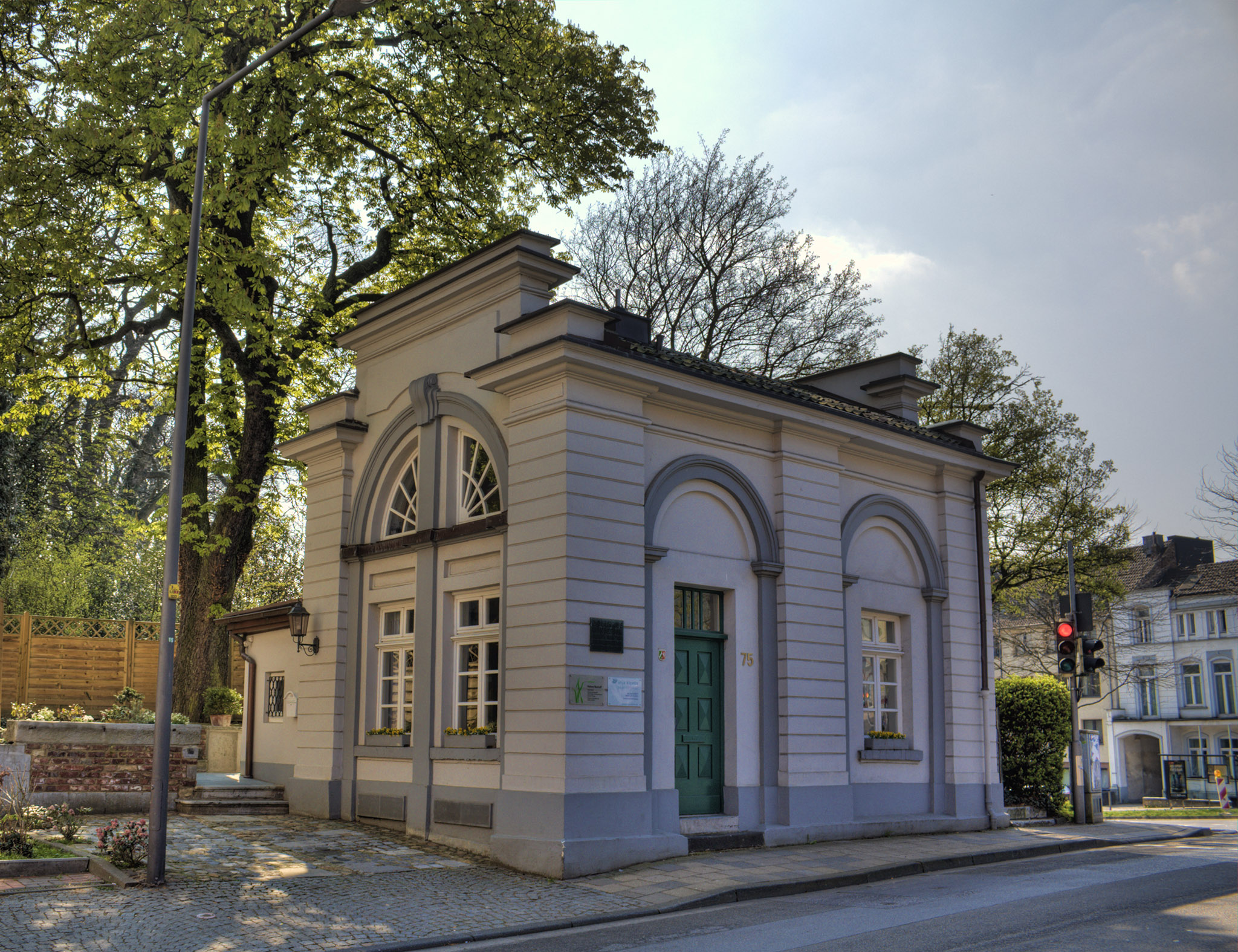
Zollhaus Königstor

- 1816 Umbau Kleinkölnstraße 18: Der Balkon stammt von Leydel. Die Maßnahmen erfolgten für den Einzug der Regierung.[2]
- 1817 Umbau Ursulinerstraße 6 als Wohnung für den Regierungspräsidenten. Das Gebäude bestand aus zwei Häusern. Leydel entfernte die Kreuzstöcke, schmückte die Durchfahrt mit einem Palladio-Motiv und Balkon.[3] Bei dem Umbau des Hauses Ursulinerstraße 6 baute Leydel zur Beheizung der Öfen, auch Stuben genannt, Vorgelege, die vom Flur aus beheizt wurden. Seine Bauten waren für einen Anstrich geplant, wie es die Bauordnung seit 1826 vorschrieb. Die Materialbauweise bestimmte bis 1815 das äußere Erscheinungsbild der Bauten. Leydel und Cremer gingen zu Putzfassaden mit Blausteingliederung über.[4]
- 1820 und 1829 Rosenbad, Erweiterung Komphausbadstrasse.
- 1825 Hotmannspief (Figuren fünf Jahre später)
- 1825 Quirinusbad
- 1826/27 Belvedere Lousberg, 1838 niedergebrannt, 1838 bis 1840 (nach Leydels Tod) fertiggestellt von Friedrich Joseph Ark.
- 1827 Hochstraße 26, vor 1930 Neubau Verlagshaus des Politischen Tagesblattes.[5]
- 1828 Hotel au belle vue, Holzgraben 11 für Franz Heidger.[6]
- 1829 bis 1830 Klosterkapelle der Christenserinnen, Theaterplatz./Kapuzinergraben, erhält ein klassizistisches Äußeres.
- um 1830 Eijene Keiser Karl Jakobstraße 2
- 1834 Haus Matthéy, Theaterstraße 67 in Aachen.
- 1834 Haus Büchel 34, Kleinmarschierstraße 1 und weitere heute unter Denkmalschutz stehende Häuser.
- 1835 Umbau Höhere Bürgerschule, Klosterplatz.
- 1835 Erneuerung Neubad, Büchel.
- 1836 Zollhaus Königstor, Königstraße 75.
- um 1838 Theaterstraße 54/56 Eckhaus, Toreinfahrt zurückgesetzt, 1962 abgerissen; Felder der schmiedeeisernen Balkongitter finden sich in dem Abschlussgitter der Tordurchfahrt des Neubaus 1962.[7]
- Ehemaliges Schulgebäude (Düren)
- Plan für den Umbau von dem Großen Haus in der Pontstr. 13 in eine Mädchenschule.[8]

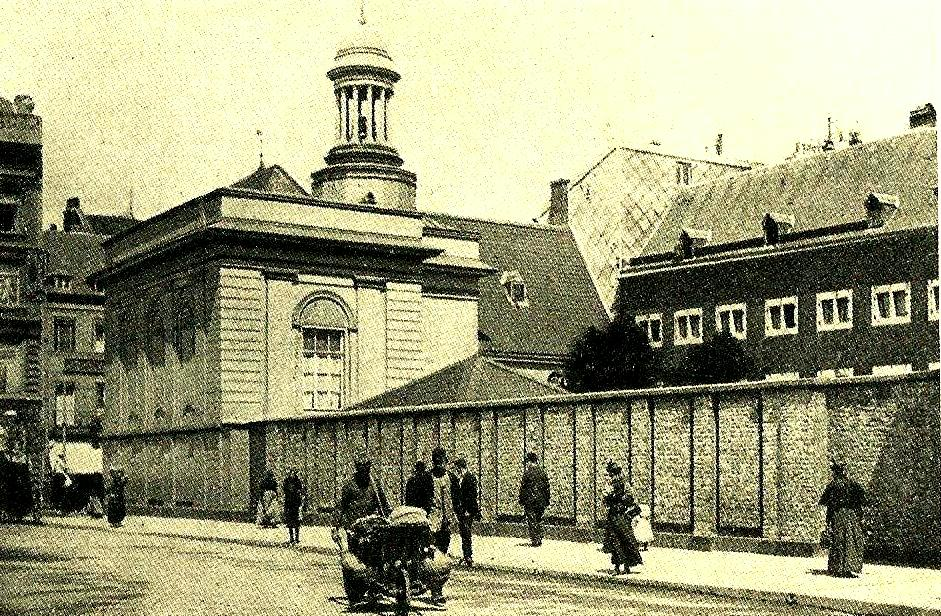
Ehemalige Klosterkapelle der Christenserinnen, Aachen
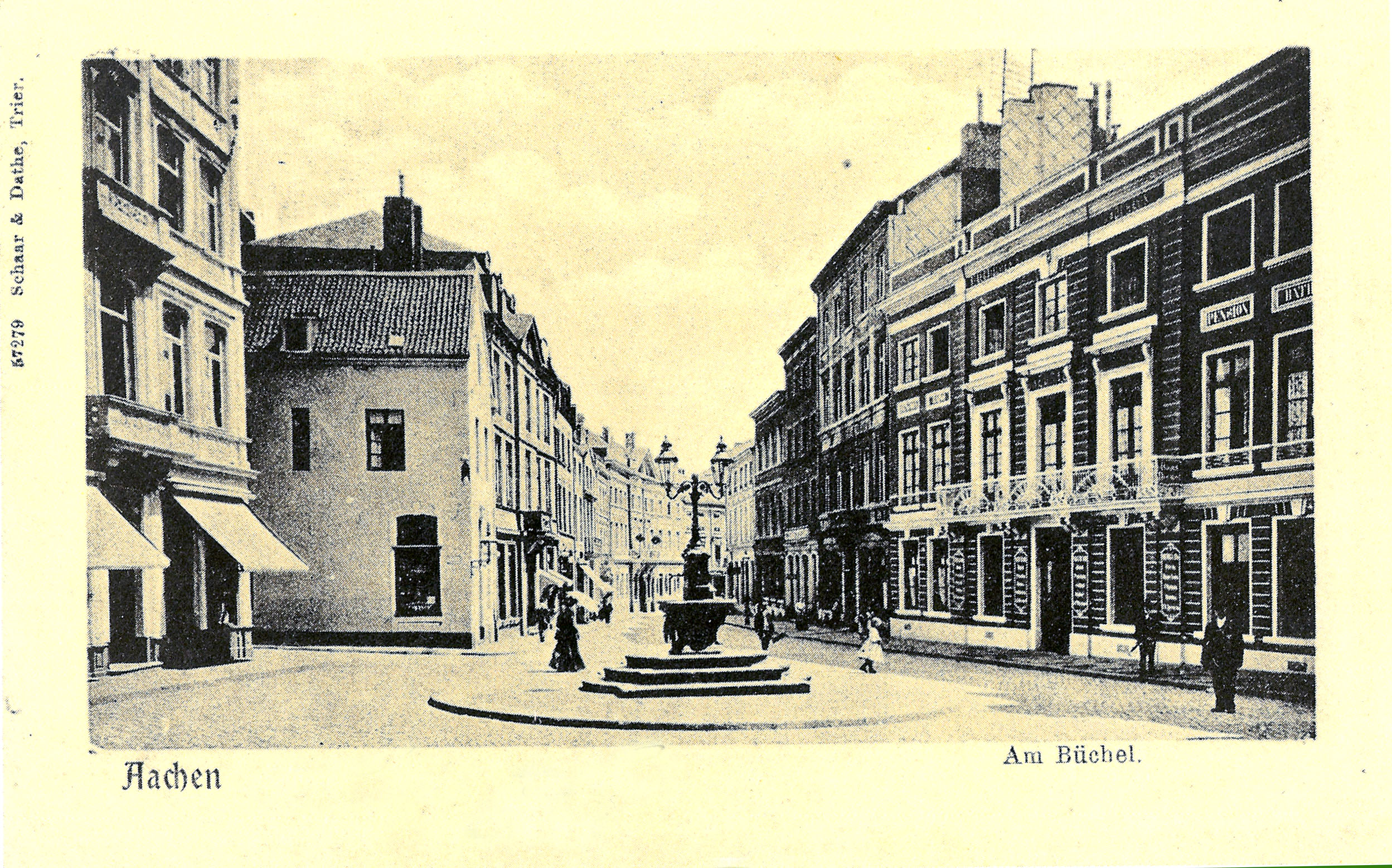
Ehemaliges Neubad (rechts) am Büchel, Aachen
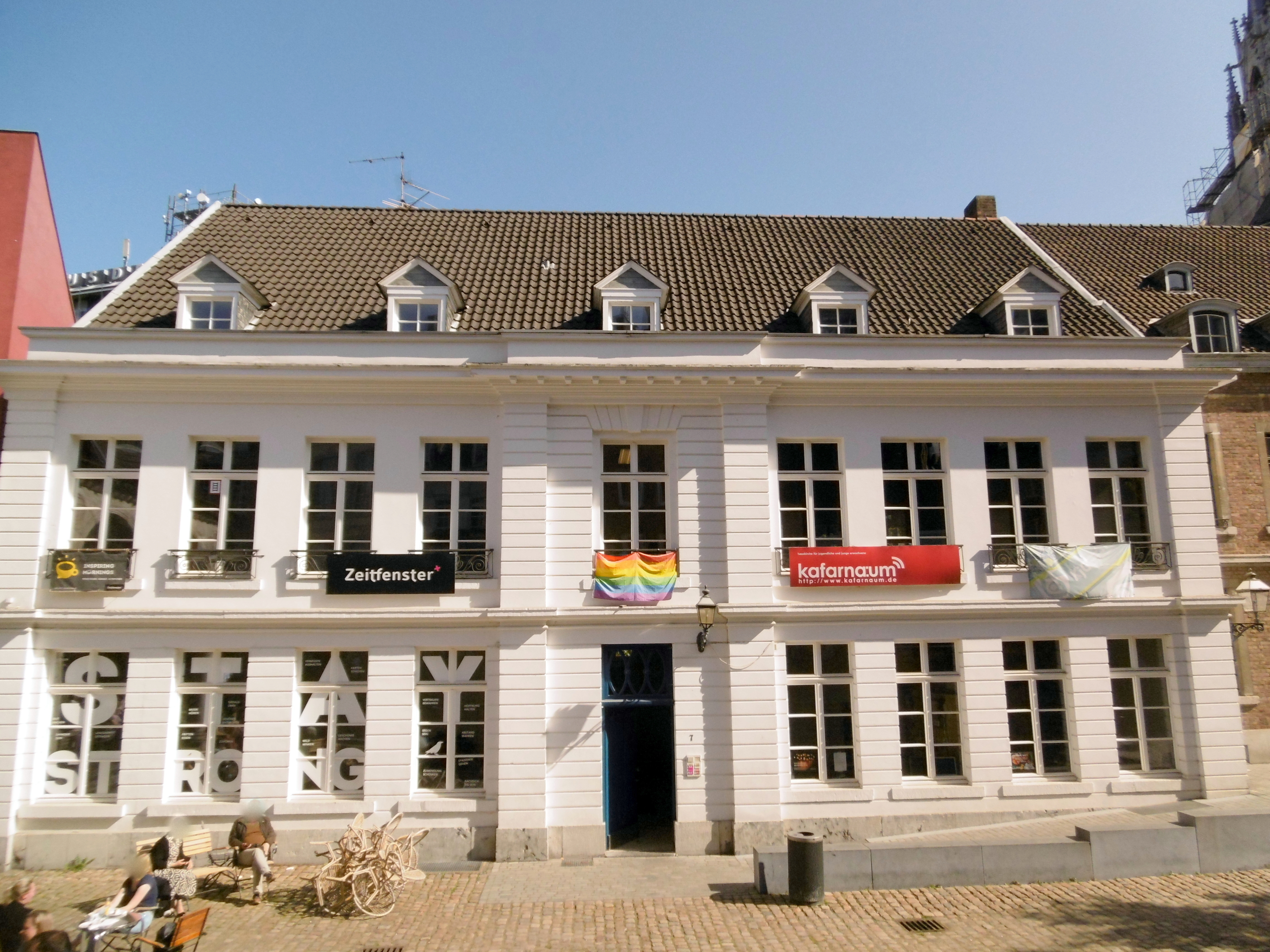
ehem. Quirinusbad Aachen, heute Gebetsraum
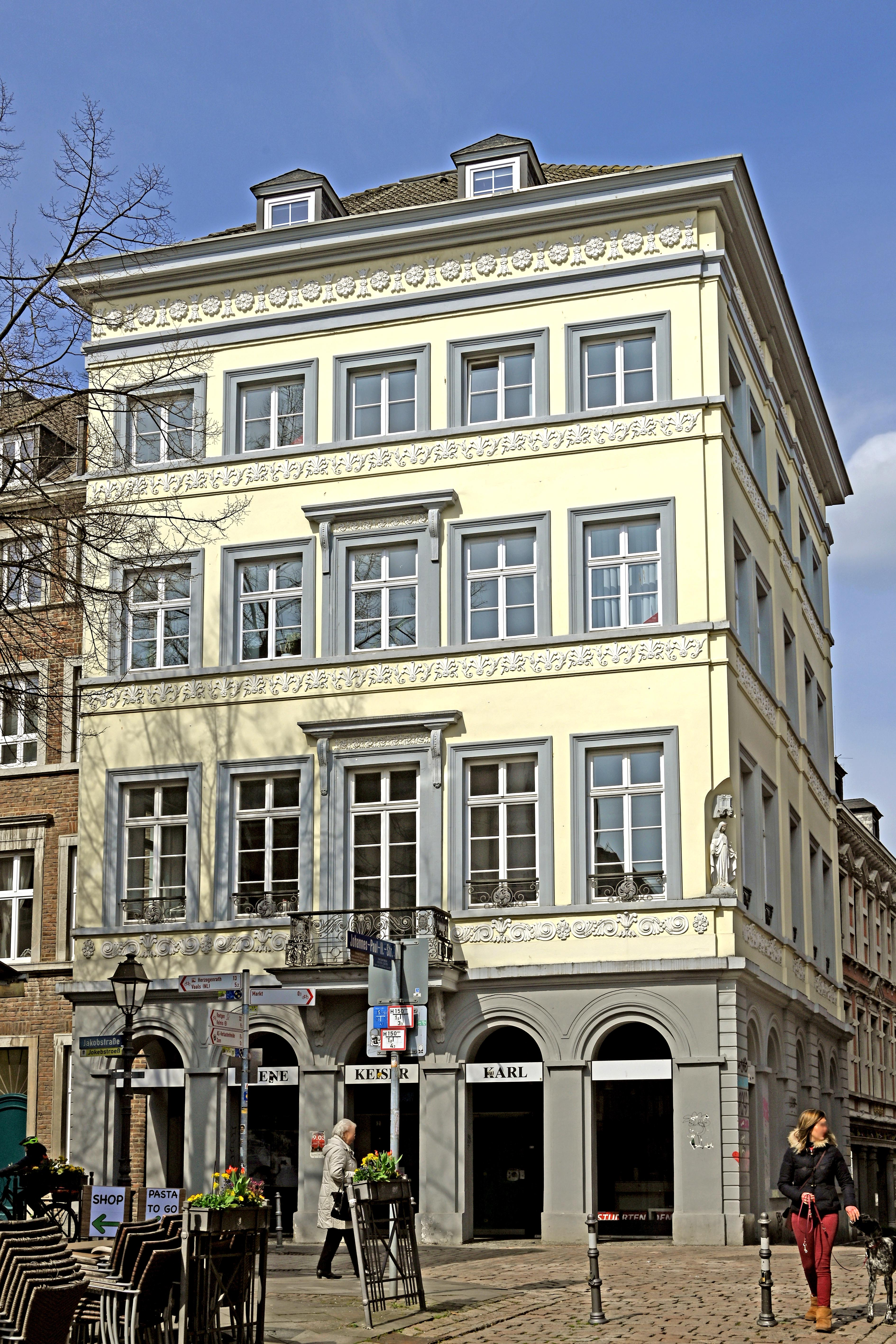
Wohnhaus „Eijene Keiser Karl“, Jakobstraße 2, Aachen
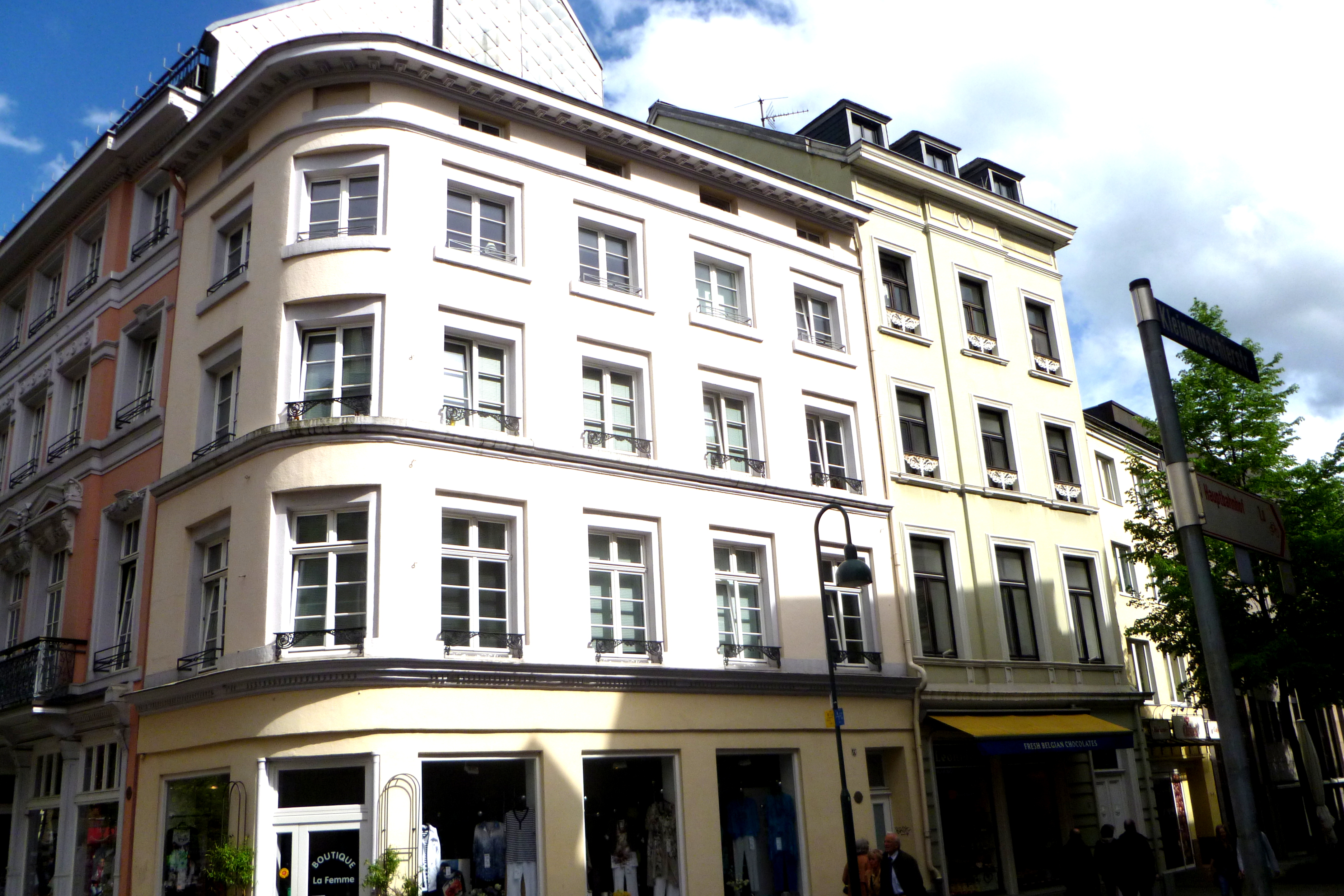
Kleinmarschierstraße 1, Aachen
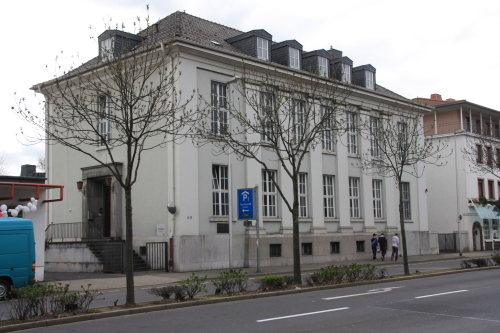
Ehemaliges Schulhaus in Düren